# Carlos Taibo
Carlos Taibo Arias (Madrid, 12 de mayo de 1956) es un escritor y editor español, profesor jubilado de Ciencia Política y de la Administración en la Universidad Autónoma de Madrid, en activo entre los años 1990 y 2018, especialista en estudios de las transiciones políticas, sociales y económicas en los países de la Europa Central y Oriental y de los Estados postsoviéticos y experto en relaciones internacionales, movimientos sociales (como el 15M o el movimiento anarquista), decrecimiento y sobre el colapso.

## Ideología

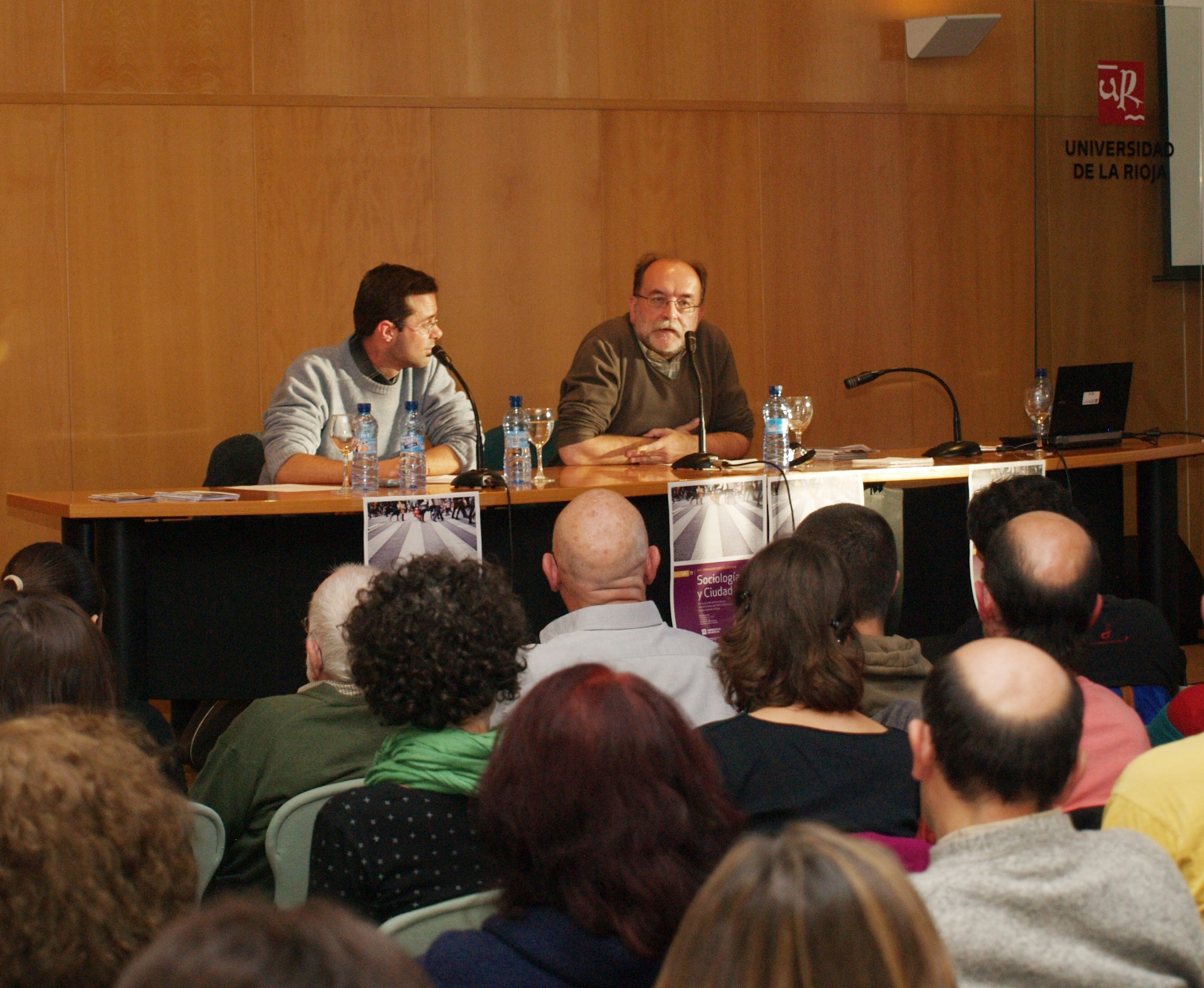
Carlos Taibo en una conferencia en la Universidad de La Rioja en 2011.

Carlos Taibo es firme partidario del anarquismo, el movimiento antiglobalización, el decrecimiento, la democracia directa, el apoyo mutuo y la autogestión. Suya es la frase: «La globalización avanza hacia un caos que escapa a todo control». Ha criticado duramente la lógica del crecimiento económico, desligándolo del progreso y bienestar, debido a que el crecimiento económico afecta a todas las esferas: social, económica, política, etc. El sistema actual asocia el crecimiento con el progreso y bienestar, relación cuestionada habitualmente por los críticos del capitalismo. En palabras del propio Taibo:

En la percepción común, en nuestra sociedad, el crecimiento económico es, digámoslo así, una bendición. Lo que se nos viene a decir es que allí dónde hay crecimiento económico, hay cohesión social, servicios públicos razonablemente solventes, el desempleo no gana terreno, y la desigualdad tampoco es grande. Creo que estamos en la obligación de discutir hipercríticamente todas estas. ¿Por qué? En primer lugar, el crecimiento económico no genera, o no genera necesariamente, cohesión social. Al fin y al cabo, éste es uno de los argumentos centrales esgrimidos por los críticos de la globalización capitalista. ¿Alguien piensa que en China hay hoy más cohesión social que hace 15 años? [...] El crecimiento económico genera, en segundo lugar, agresiones medioambientales que en muchos casos son, literalmente, irreversibles. El crecimiento económico, en tercer término, provoca el agotamiento de los recursos que no van a estar a disposición de las generaciones venideras. En cuarto y último lugar, el crecimiento económico facilita el asentamiento de lo que más de uno ha llamado el "modo de vida esclavo", que nos hace pensar que seremos más felices cuantas más horas trabajemos, más dinero ganemos, y sobre todo, más bienes acertemos a consumir. 
Por detrás de todas estas aberraciones, creo que hay tres reglas de juego que lo impregnan casi todo en nuestras sociedades. La primera es la primacía de la publicidad, que nos obliga a comprar aquello que no necesitamos, y a menudo incluso aquello que objetivamente nos repugna. El segundo es el crédito, que nos permite obtener recursos para aquello que no necesitamos. Y el tercero y último, la caducidad de los productos, que están programados para que, al cabo de un periodo de tiempo extremadamente breve, dejen de servir, con lo cual nos veamos en la obligación de comprar otros nuevos.

Alerta del peligro de un ecofascismo destinado a preservar para una minoría los recursos mundiales. Es una ideología que parte de la certeza del cambio climático (por tanto no es negacionista) y del agotamiento de todas las materias primas energéticas que nos lleva a una nueva forma de fascismo para preservar para una minoría selecta los recursos mundiales visiblemente escasos a través de políticas de carácter fundamentalmente represivo. El ecofascismo no sería un proyecto negacionista vinculado con marginales circuitos de la extrema derecha, sino que surgiría en el seno de los principales poderes políticos y económicos. Una de sus medidas sería marginar, en la versión más suave, y exterminar, en la más dura, a lo que consideraran poblaciones sobrantes en un planeta que habría roto visiblemente sus límites. Carlos Taibo relata siete acciones para hacer frente al escenario de ecofascismo como serían decrecer, desurbanizar, destecnologizar, despatriarcalizar, descolonizar, descomplejizar y desmilitarizar.
Apuesta por recuperar elementos de autosuficiencia, restaurar el vigor de fórmulas de democracia de base, la agroecología, las energías limpias y renovables, sin caer en el desarrollo indiscriminado de los molinos de viento con macroparques.

## Obras
Carlos Taibo es miembro del consejo editorial de Sin Permiso desde su fundación en 2006 y ha publicado artículos en medios como el diario Público. Es autor de más de treinta libros en español y en gallego, en su mayoría relativos a las transiciones en la Europa central y oriental contemporánea, así como sobre temas geopolíticos de interés general.

### Transiciones en la Europa contemporánea
- La Unión Soviética de Gorbachov. Fundamentos, Madrid, 1989.
- Las fuerzas armadas en la crisis del sistema soviético. Los Libros de la Catarata, Madrid, 1993.
- Crisis y cambio en la Europa del Este. Alianza, Madrid, 1995.
- La Rusia de Yeltsin. Síntesis, Madrid, 1995.
- La transición política en la Europa del Este. Centro de Estudios Constitucionales, Madrid, 1996. En colaboración con Carmen González.
- Las transiciones en la Europa central y oriental. Los Libros de la Catarata, Madrid, 1998.
- La Unión Soviética. El espacio ruso-soviético en el siglo XX. Síntesis, Madrid, 1999.
- Para entender el conflicto de Kosova. Los Libros de la Catarata, Madrid, 1999.
- La explosión soviética. Espasa, Madrid, 2000.
- La desintegración de Yugoslavia. Los Libros de la Catarata, Madrid, 2000.
- A desintegración de Iugoslavia. Xerais, Vigo, 2001.
- Guerra en Kosova. Un estudio sobre la ingeniería del odio. Los Libros de la Catarata, Madrid, 2001.
- El conflicto de Chechenia. Los Libros de la Catarata, Madrid, 2005.
- Rusia en la era de Putin. Los Libros de la Catarata, Madrid, 2006.
- Parecia não pisar o chão. Treze ensaios sobre as vidas de Fernando Pessoa. A través, Santiago de Compostela, 2010.

### Geopolítica
- Hablando de Izquierda Unida. Editorial Fundamentos, Madrid, 1997.
- Cien preguntas sobre el nuevo desorden. Suma de letras, Madrid, 2002.
- Guerra entre barbaries. Suma de letras, Madrid, 2002.
- Washington contra el mundo. Foca, Madrid, 2003. Colaborador.
- ¿Hacia dónde nos lleva Estados Unidos? Ediciones B, Barcelona, 2004.
- No es lo que nos cuentan. Una crítica de la Unión Europea realmente existente. Ediciones B, Barcelona, 2004.
- La Constitución destituyente de Europa. Razones para otro debate constitucional. Los Libros de la Catarata, Madrid, 2005.
- Movimientos de resistencia frente a la globalización capitalista. Ediciones B, Barcelona, 2005.
- Crítica de la Unión Europea. Argumentos para la izquierda que resiste. Los Libros de la Catarata, Madrid, 2006.
- Rapiña global. Suma de letras, Madrid, 2006.
- Sobre política, mercado y convivencia. Catarata, Madrid, 2006. En colaboración con José Luis Sampedro.
- 150 preguntas sobre el nuevo desorden. Los Libros de la Catarata, Madrid, 2008.

### Movimientos sociales, anarquismo, decrecimiento, colapso, etc.
- Movimientos antiglobalización. ¿Qué son? ¿Qué quieren? ¿Qué hacen? Los Libros de la Catarata, Madrid, 2007.
- Nacionalismo español. Esencias, memoria e instituciones. Los Libros de la Catarata, Madrid, 2007. Coordinador.
- Voces contra la globalización. Crítica, Barcelona, 2008. En colaboración con Carlos Estévez.
- Neoliberales, neoconservadores, aznarianos. Ensayos sobre el pensamiento de la derecha lenguaraz. Los Libros de la Catarata, Madrid, 2008.
- Fendas abertas. Seis ensaios sobre a cuestión nacional. Xerais, Vigo, 2008.
- En defensa del decrecimiento. Los Libros de la Catarata, Madrid, 2009.
- Su crisis y la nuestra. Un panfleto sobre decrecimiento, tragedias y farsas. Los Libros de la Catarata, Madrid, 2010.
- Historia de la Unión Soviética (1917-1991). Alianza Editorial, Madrid, 2010.
- Contra los tertulianos. Los Libros de la Catarata, Madrid, 2010.
- El decrecimiento explicado con sencillez. Los Libros de la Catarata, Madrid, 2011. Con ilustraciones de Pepe Medina.
- Nada será como antes. Sobre el movimiento 15-M. Los Libros de la Catarata, Madrid, 2011.
- El 15-M en sesenta preguntas. Los Libros de la Catarata, Madrid, 2011.
- España, un gran país. Transición, milagro y quiebra. Los Libros de la Catarata, Madrid, 2012.
- En defensa de la consulta soberanista en Cataluña. Los Libros de la Catarata, Madrid, 2014.
- Diccionario de neolengua. Sobre el uso políticamente manipulador del lenguaje. Los Libros de la Catarata, Madrid, 2015. Con Enrique Flores.
- Walter Benjamin. La vida que se cierra. 2015
- Hasta luego, Pablo. Once ensayos críticos sobre Podemos. 2015
- Repensar la anarquía. Acción directa, autogestión y autonomía
- Libertari@s. Antología de anarquistas y afines para uso de las generaciones más jóvenes, y de las que no lo son tanto
- Anarquistas de ultramar. Anarquismo, indigenismo, descolonización
- Colapso: capitalismo terminal, transición ecosocial, ecofascismo. 2016
- Anarquismo y revolución en Rusia (1917-1921). 2017
- Iberia vaciada: despoblación, decrecimiento, colapso. 2021
- Marx y Rusia. Un ensayo sobre el Marx tardío. 2022
- Ecofascismo. Una introducción. 2022
- Anarquismos: ayer, hoy y mañana. Alianza. 2022. ISBN 978-84-1362-811-0.
- En la estela de la guerra de Ucrania. Una glosa impertinente. 2023

### Conferencias
- «Crisis económica y decrecimiento». Dentro de las jornadas «¿Como te defiendes tú de la crisis?» de CNT. Córdoba. 25 de noviembre de 2008.
- «O Estado e o nacionalismo Español». Dentro del ciclo de conferencias «Economia, História, e Realidade Social» de la agrupación cultural O Facho. La Coruña. 2 de abril de 2009.
- «Repensar la anarquía». Dentro de las jornadas «Releyendo el ayer, escribiendo el mañana» organizadas por Ideia Kolektiboa y CGT. Pamplona. 18 de febrero de 2015.